# Exalphus simplex
Exalphus simplex là một loài bọ cánh cứng trong họ Cerambycidae.